# Fedayeen Saddam
Os Fedayeen Saddam (فدائيي صدام) foram uma força paramilitar leal ao governo baathista de Saddam Hussein do Iraque. O nome significa "Homens de Sacrifício de Saddam". No auge do seu poder, tinham entre 30 000 e 40 000 homens em suas fileiras.
Apesar de muitas de suas unidades serem mal armadas e pouco treinadas, o grosso de suas forças era bem preparada. Eles eram conhecidos por seu fanatismo e por sua crueldade, constantemente molestando a população civil iraquiana. Durante a invasão do Iraque em 2003, eles lutaram bravamente contra as tropas anglo-americanas. A organização foi oficialmente dissolvida no mesmo ano da invasão, com a queda do regime de Saddam.